# واجهة رقمية مرئية
الواجهة المرئية الرقمية (بالإنجليزية: Digital Visual Interface)‏ أو اختصارا دي في آي، والتي تسمى أيضا واجهة الفيديو الرقمية (سابقا)، هي نوع من منافذ الفيديو الرقمي التي يتم استخدامها لتوصيل بطاقة رسوميات بجهاز عرض، مثل شاشة الحاسوب. 
بالمقارنة مع منفذ مظومة العرض المرئي، يكون منفذ الواجهة الرئية الرقمية مفيدا أكثر فقط بالنسبة للشاشات التي تكون فيها وحدات البكسل منفصلة عن بعضها فعليا (مستقلة عن بعضها البعض)؛ يتعلق الأمر بشاشات العرض البلوري السائل، البلازما، وشاشات الصمامات الثنائية العضوية الباعثة للضوء، وليس ولكن ليس شاشات أنبوب الأشعة المهبطية (أين ينتج شعاع إلكترون -في الوقت الفعلي- أشكال مختلفة من الإشارات التناظرية).
صممت  الواجهة المرئية الرقمية من طرف مجموعة عمل العرض الرقمي (DDWG) أساسا لنقل الفيديو الرقمي غير المضغوط، كما يمكن أيضا تهيئتها لدعم عدة أوضاع: الوضع الرقمي فقط، الوضع التناظري فقط أو الوضعين الرقمي والتناظري معا.
على الرغم من الارتباط السائد للواجهة المرئية الرقمية بأجهزة الحواسيب، إلا أنه يمكن استخدامها أحيانا في المنتجات الإلكترونية الأخرى، مثل أجهزة التلفزيون ووحدات التحكم في الألعاب ومشغلات الدي في دي (DVD). بحلول سنة 2015، كانت الواجهة المرئية الرقمية المستعملة في الأجهزة الاستهلاكية على موعد مع بداية استبدالها التدريجي بمنافذ إتش دي إم آي ومنفذ العرض؛ كان ذلك على خلفية عزم الشركات المصنعة الكبرى المصنعة للأجهزة التوقف عن دعم منافذ الدي في آي اعتبارا من سنة 2015.

## المميزات

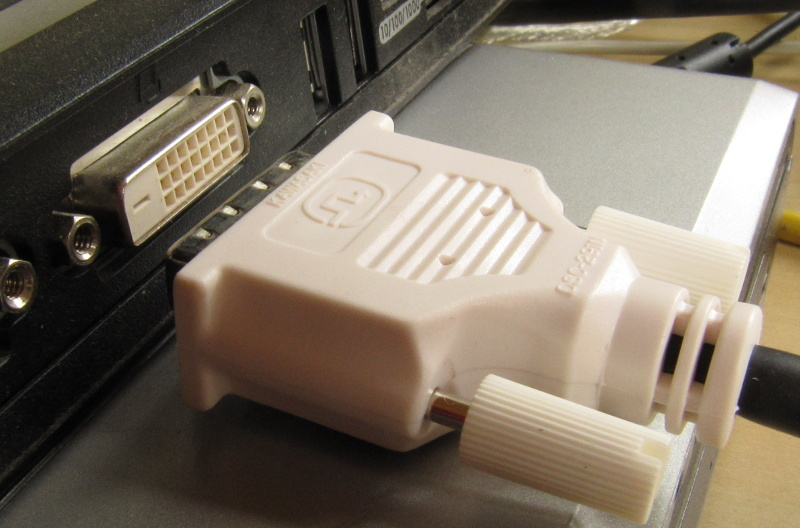
منفذ ومقبس دي في آي.

يحسن استخدام منفذ الواجهة المرئية الرقمية بشكل كبير جودة ونوعية تدفق المعلومات بين بطاقات الرسوميات وأجهزة العرض، مقارنة بمنفذ منظومة العرض المرئي. حيث يمكن من نقل الفيديو بصورة صافية تماما، بفضل تقنية عزل ظلال اللون في كل بكسل.
الواجهة المرئية الرقمية هو المكافئ الرقمي لوصلة النموذج اللوني أحمر أخضر أزرق التناظرية (RGB)، ولكنه إضافة إلى ذلك ينقل المعلومات عبر ثلاثة وصلات إشارة تفاضلية منخفضة الجهد (LVDS) بواسطة ثلاثة كبلات مزدوجة مجدولة ومحمية.
عند استعمال وصلات منظومة العرض المرئي في شاشات العرض الرقمية (باستثناء شاشات أنبوب الأشعة المهبطية التي لايتوفر فيها هذا المأخذ أصلا)، يؤدي إلى خسارة جودة الصور عند التحول من الرقمي إلى التناظري أو من التناظري إلى الرقمي. على عكس ذلك، تتجنب الواجهة المرئية الرقمية كل هذه الخسائر.
تسمح الواجهة المرئية الرقمية للشاشة باكتشاف الدقة المعروضة بشكل أسرع. يؤدي هذا أيضا إلى تجنب عمليات ضبط الشاشة، والتي عادة ما تكون هذه الحالة آلية. أقصى تعريف ممكن للصورة عبر وصلة الواجهة المرئية الرقمية هو 3840 × 2400 بكسل (WQUXGA). تدعم الواجهة المرئية الرقمية صبيب نقل بيانات يصل إلى 3.7 جيجابت في الثانية (18 جيجابت في الثانية بالنسبة لمنفذ إتش دي إم آي الجيل الثاني و 21.6 جيجابت في الثانية بالنسبة لمنفذ العرض من الجيل 2.1). الحد الأقصى للطول النظري للكابلات المستعملة هو 5 أمتار. يقدم بعض الموردين كابلات بطول 10 أمتار ولكن السير العادي للنقل في هذه الحالة يظل غير مضمون.

## الأنواع
تنقسم منافذ الواجهة المرئية الرقمية إلى عدة أنواع، حسب نوعية الإشارة التي يمكن نقلها:
- دي في آي - إيه (DVI-A)، لنقل الإشارة التناظرية فقط؛
- دي في آي - ديه (DVI-D)، في شكل وصلة مفردة أو مزدوجة، لنقل الإشارة الرقمية فقط، وبالتالي فهي غير متوافقة تماما مع منفذ منظومة العرض المرئي؛
- دي في آي - آي (DVI-I)، الفردي أو المزدوج، والذي ينقل (عن طريق دبابيس منفصلة) إما الإشارة الرقمية التي يمكن أن تنقلها مقابس دي في آي - ديه، أو الإشارة التناظرية التي يمكن أن تنقلها مقابس دي في آي - ديه (نوع واحد من الإشارة اعتمادا على ما هو متصل بالمقبس، بدون إمكانية التحويل من إشارة إلى أخر).

يمكن للمستقطبات الذكرية الموجودة على  دي في آي - إي ودي في آي - آي الاتصال بتلك الأنثوية الموجودة مقبس دي في آي - ديه، لتفادي توصيل مصدر تناظري بمدخل رقمي بحت، وحل مشكلة عدم التوافق.
تاريخيا، لطالما كانت معظم منافذ دي في آي الخاصة ببطاقات الرسوميات من النوع دي في آي - آي.  ومع ذلك، فقد اختارت العديد من الشركات المصنعة تقريبا منذ سنة 2010 تصنيع بطاقات رسوميات تحمل منفذ دي في آي - آي إضافة إلى منفذ دي في آي - ديه آخر بدلا من منفذي دي في آي - آي التقليديين.
إذا كانت الشاشة تدعم إدخال دي في آي الرقمي، فسيتم عرض الإشارة القادمة عن طريق دبابيس الإشارة الرقمية وتجاهل تلك القادمة عن طريق دبابيس نقل الإشارة التناظرية. تتجلى نقطة قوة استخدام منافذ دي في آي - إيه في إمكانية استخدام شاشة الكاثود، عن طريق إضافة محول (DVI إلى VGA)؛ يتكون من منفذ دي في آي من طرف ومنفذ منظومة عرض مرئي في الطرف الآخر.
لا يمكن استخدام مثل هذا المحول إلا في مقابس دي في آي - إيه أو دي في آي - آي وليس دي في آي - ديه، لأن هذا الأخي لا ينقل الإشارة التمثيلية، في هذه الحالة، من الضروري استخدام محول خاص أكثر تكلفة من المحول البسيط. هناك أيضا محولات من منافذ دي في آي - آي إلى إتش دي إم آي، أساسا انطلاقا من إشارات دي في آي - ديه. يمكن أن يعمل المحول بشكل عام في كلا الاتجاهين (من دي في آي - آي أو دي في آي - ديه إلى إتش دي إم آي والعكس).
اعتبارا من منتصف كانون الثاني 2006، تم تطبيق ضريبة أوروبية بنسبة 14 في المائة على الشاشات التي يبلغ قطرها 50 سم (20 بوصة) وأكثر، والمجهزة بقابس ي في آي، المصنعة خارج منطقة اليورو. تم استخدام إصدار مضغوط من منفذ دي في آي (في جي إيه) رقمي تناظري أحادي القناة يجمع بين مخرجي الفيديو على بطاقات الرسوميات الموجهة للمحترفين. وهو موصل كهربائي ذو 59 سنا يدعى نظام شاشتين من 59 سنا (DMS-59). يتطلب هذا النوع من الموصلات محول إلى DMS-59 خاص لتوصيل جهاز عرض أو اثنين. يوجد مع هذا المنفذ نوعان من مخرجات في جي إيه أو اثنين من مخرجات دي في آي أحادية الوصلة (بما في ذلك التناظرية).